# CP 위반
물리학에서 CP 대칭성 깨짐(CP violation)은 물리적 현상이 패리티 대칭(P)과 전하 켤레 대칭(C)을 조합한 CP 대칭을 깨는 것이다. 깨진 양은 아주 작지만, 우주에서 물질과 반물질의 양이 같지 않다는 사실을 설명한다. 이론적으로, 중력과 전자기력은 CP 대칭을 보존하지만, 약력과 강력은 CP 대칭을 깨뜨릴 수 있다. 약력의 CP 위반은 관측되었지만, 강력의 CP 위반은 실험적으로 관측할 수 없을 정도로 작다.

## C대칭, P대칭, T대칭
양자전기역학 따위의 이론은 3종의 전반적(global) 대칭을 가진다. 이들은 C대칭 (전하 켤레 대칭), P대칭 (패리티 대칭), T대칭(시간 역행 대칭)이다. 패리티 대칭은 우리가 사는 세상의 물리 이론을 거울에 비추어 보았을 때(공간을 반전한다면 {\displaystyle x\to -x}) 어떤 물리 법칙이 똑같은 것을 말한다. 전하 켤레 대칭은 어떤 입자를 전하가 반대인 반입자로 바꾸었을 때에도 이를 기술하는 물리 법칙이 똑같은 것을 말한다. CP는 이 두 대칭을 동시에 생각한 것이다. 시간 역행 대칭은 시간이 거꾸로 흘러가도 물리 법칙이 같은 꼴을 가지는 것이다.
양자전기역학은 C대칭, P대칭, T대칭을 개별적으로 보존하지만, 표준 모형은 일반적으로 세 대칭 각각을 깨고, 임의의 두 대칭을 조합한 대칭(CP, PT, CT)도 깨지만, 셋을 모두 조합한 CPT 대칭은 보존한다. 일반적으로, 모든 로런츠 불변인 양자장론은 CPT대칭을 보존한다 (CPT 정리).
약한 상호작용에서는 쿼크의 질량 고유상태와 맛깔 고유상태가 불일치하므로 (쿼크 섞임), 3세대의 쿼크가 있다면 지금까지 관측된 CP위반을 설명할 수 있다. 이를 예견한
고바야시 마코토와 마스카와 도시히데는 2008년 노벨 물리학상을 받게 되었다.

## CP 대칭성 깨짐과 입자-반입자 불균형
우주는 입자와 반입자가 똑같은 양으로 이루어져 있을 것으로 기대한 것과는 다르게 대부분은 입자로 이루어져 있다. 우주 초기 상태에서 입자-반입자 불균형을 생성하기 위해서는 사하로프 상태가 만족되어야 한다는 것이 입증될 수 있고, 이 중 하나가 빅뱅 초기의 극한 상태에서의 CP 대칭성 깨짐의 존재이다. 우주의 초기 상태에 대한 설명들은 입자-반입자 불균형이 존재한다는 것을 전제로 하기 때문에 CP 대칭성 깨짐을 포함하지 않은 설명은 타당하지 못하다.
만약 CP대칭성이 보존된다면 빅뱅 초기에는 똑같은 양의 입자와 반입자가 존재했을 것이고, 또한 각각의 입자와 반입자가 상쇄되어야 한다.-양성자는 반양성자와 상쇄되어야 하고, 전자는 양전자와, 중성자와 반중성자가 상쇄되어야 하는 것처럼 말이다. 이는 어떠한 입자도 존재하지 않는 '선의 바다(Sea of Radiation)'와 같은 상태를 야기한다. 빅뱅 이후 실제로 이렇지 않았기 때문에 물리학적인 법칙이 입자와 반입자에 따라 다르게 적용되어야 하고, 이는 곧 CP 대칭성 깨짐을 의미한다.

## 강한 상호작용의 CP 문제
강한 상호작용의 CP 문제(strong CP problem)는 강한 상호작용이 CP 대칭을 깨뜨리는지, 그리고 만약 깨뜨린다면 왜 그 정도가 아주 약한지를 묻는다. 강력은 표준 모형에 따르면 자연스럽게 CP 대칭을 깨뜨린다. 그러나 이 현상은 실험적으로 존재하지 않거나, 존재한다면 그 크기가 아주 작다고 확인되었다. 좀 더 자세히 말하자면, 표준모형에서 게이지 대칭을 따르고 재규격화할 수 있는 모든 항 가운데 다음과 같은 항이 있다.
{\displaystyle \theta \epsilon ^{\mu \nu \rho \sigma }F_{\mu \nu }F_{\rho \sigma }.}
여기에서 {\displaystyle F}는 강한 상호작용의 패러데이 텐서고, {\displaystyle \epsilon ^{\mu \nu \rho \sigma }}는 레비치비타 기호다.
(정확히 말하면, 손지기 회전으로, 쿼크와 렙톤의 유카와 항이 가지는 CP 지수를 {\displaystyle \theta }에 흡수시킬 수 있다.)
이 항은 P와 CP 대칭을 깬다. CP를 깨는 정도는 이 항의 계수 {\displaystyle \theta }와 관계있다. 이 계수는 가령 중성자의 쌍극자를 관찰하여 잴 수있다. 실험적으로 이 값은 10-9 미만이어야 한다. 이 계수가 작은 이유를 설명하는 것이 강한 상호작용의 CP문제다.
현재 가장 유력한 해법은 페체이 퀸 이론이다. 페체이 퀸 이론에서는 또다른 대칭 U(1)을 도입하고, {\displaystyle \theta }를 동적 장으로 격상한다. 이 장에 해당하는 입자는 액시온이다. 이에 따라 액시온 장이 진공 예상값을 얻으면서 {\displaystyle \langle \theta \rangle }는 자연스럽게 작아진다. 그러나 이는 실험적으로 검증되지 않았으며, 액시온은 아직 발견되지 않았다.

## 같이 보기
- 패리티 위반
- CPT 정리